# کریستین کلاسن
کریستین کلاسن (انگلیسی: Christian Claaßen؛ زادهٔ ۲۲ مهٔ ۱۹۶۹) بازیکن فوتبال اهل آلمان است.
از باشگاه‌هایی که در آن بازی کرده‌است می‌توان به باشگاه فوتبال هامبورگ و باشگاه فوتبال اسنابروک اشاره کرد.